# Jacques Lacomblez
Pour les articles homonymes, voir Lacomblez.
Jacques Lacomblez, né à Bruxelles le 25 mars 1934, est un peintre, un dessinateur et un poète belge surréaliste.

## Biographie
Jacques Lacomblez se passionne dès son adolescence pour le Romantisme allemand, Richard Wagner, Gustav Mahler, le Symbolisme, Charles Baudelaire, Stéphane Mallarmé, Arthur Rimbaud, le Surréalisme, l'histoire des Cathares, Karl Marx, Sigmund Freud et la psychanalyse ou encore, mystique athée, à certains aspects de la gnose orientale. Il peint ses premiers tableaux d’esprit surréaliste à l’âge de 15 ans lorsqu’il découvre l’univers de Giorgio De Chirico puis celui de Max Ernst qui exerce une forte influence sur son travail. Il a aussi une grande admiration pour Kandinsky et Piet Mondrian. En janvier 1952, sa première exposition a lieu à la Galerie Saint-Laurent, à Bruxelles, réputée pour être un haut lieu de découverte de jeunes talents.
Dans le domaine de l'écriture poétique, après avoir été influencé très jeune par Jacques Prévert, la découverte de Breton et de Benjamin Péret inaugure une nouvelle voie où l'automatisme prendra son importance. Mais l'empreinte de Mallarmé, de recueils comme "Serres Chaudes" de Maeterlinck et "Les Reposoirs de la Procession" de Saint-Pol-Roux restera déterminante.
Jacques Lacomblez rencontre René Magritte au début des années 1950 et fréquente les poètes surréalistes belges comme E. L. T. Mesens, Achille Chavée, Marcel Havrenne, Marcel Lecomte ou Paul Nougé. En 1956, il fait la connaissance d'Edouard Jaguer, animateur du mouvement et de la revue "Phases", avec qui il collabore étroitement à l'organisation des différentes activités et participe aux nombreuses expositions en Europe comme en Amérique latine et en Amérique du Nord. Il crée les éditions et la revue "Edda" qui comptera 5 numéros (de 1958 à 1965), et les éditions "L’Empreinte et la Nuit" qui publient des recueils de poèmes de Daniel Abel, Achille Chavée, Claude Tarnaud et Jean Thiercelin ainsi que les siens.
En 1958, par l'intermédiaire de Jean-Jacques Lebel, il rencontre André Breton. À la même époque, il entre en relation étroite avec plusieurs surréalistes dont Georges Henein, Wifredo Lam, Karl Otto Götz, Robert Benayoun, Jean-Pierre Duprey, Gérard Legrand, etc.
Sous l’impulsion de Marcel Lecomte et de Breton, il passe un an en pays Cathares, principalement à Montségur et dans le Sud-Ouest de la France. Durant ce séjour marquant, il se lie d'amitié avec Jean Thiercelin, Adrien Dax et Christian d’Orgeix.
Lacomblez participe à deux importantes Expositions Internationales du Surréalisme : en 1959 à la Galleria Schwarz de Milan, intitulée "Mostra Internazionale del Surrealismo" et en 1961, à l’initiative de Breton et de Marcel Duchamp, à la Galerie D’Arcy à New-York, titrée « Le Domaine des enchanteurs ».
En 1963, débute une amitié jamais démentie avec le poète Claude Tarnaud ; ensemble et avec Thiercelin, ils partageront, entre autres, la passion pour le jazz et fréquenteront assidûment Julio Cortázar parmi tant d'autres mémorables figures des Arts et des Lettres. 
Partagé entre Bruxelles et Paris, il rencontre la plupart des artistes et poètes surréalistes du monde entier ; il expose notamment à Paris, à Rome, en Allemagne, au Danemark et au Brésil.
En 1964, à l'occasion de ses 30 ans, une grande exposition lui est consacrée au Palais des Beaux-Arts de Bruxelles.
Après la Pologne en 1980 (Poznañ, Varsovie...), le Musée d’Ixelles à Bruxelles propose sa première rétrospective en Belgique, en 1983. 
Féru de musique ancienne, classique et contemporaine, Jacques Lacomblez a réalisé d'importants hommages picturaux à Mahler, Sibelius, Xenakis, Feldman, L. Nono, Grisey ou Ferneyhough... et pour le jazz à Duke Ellington, Thelonious Monk et Ornette Coleman. Il a également illustré plusieurs recueils de poètes, préfacé de nombreux catalogues d’exposition et ses poèmes ont été illustrés par divers artistes.
Sous son impulsion, plusieurs petites maisons d'édition belges et françaises ont fait (et vont faire) place à des auteurs comme Guy Cabanel, Roger Brielle, Gilles Petitclerc, Ludovic Tac et, bien sûr, ses amis Claude Tarnaud et Jean Thiercelin.
Une anthologie de ses poèmes établie par Alain Le Saux, "D'Ailleurs le désir", a paru aux Éditions Les Hauts-Fonds (Brest).
Ses œuvres ont été acquises par plusieurs collections et musées dont les Musées d'Art Moderne de Bruxelles, Rome, Jérusalem (collection Schwarz), Varsovie et Poznań. 
Pour célébrer ses 75 ans et 60 ans de création, elles ont été présentées en automne 2009 dans une rétrospective organisée au Musée d'Art et d'Histoire de Saint-Brieuc (Bretagne), en partenariat avec le Collectif des artistes plasticiens des Côtes d'Armor.
À l'occasion de ses 80 ans, la Galerie Quadri (Bruxelles) a présenté, au printemps 2014, une exposition rétrospective "Images de 1951 à 2013" ; à cette occasion est sortie de presse de presse une monographie illustrée en couleur avec des textes inédits de Guy Cabanel, Jean-Michel Goutier & Laurens Vancrevel qui complète celle déjà parue aux éditions Quadri en 2004..

## Citations
« Le sans-gêne des vivants :
Quand vous boirez dans mon crâne,
épargnez-moi la vaisselle.
.../
Le mauvais coucheur :
Quelques pieds sous terre, d'accord.
Mais pas les vôtres. Je dors, ici. »

— 

« Les yeux clos
je vous ai toujours habitées
vérandas
parenthèses de la lumière »

« J'attends depuis des siècles
un oiseau fabuleux
qui vienne en mon désir
couver un instant d'or »